# Robin Sharma

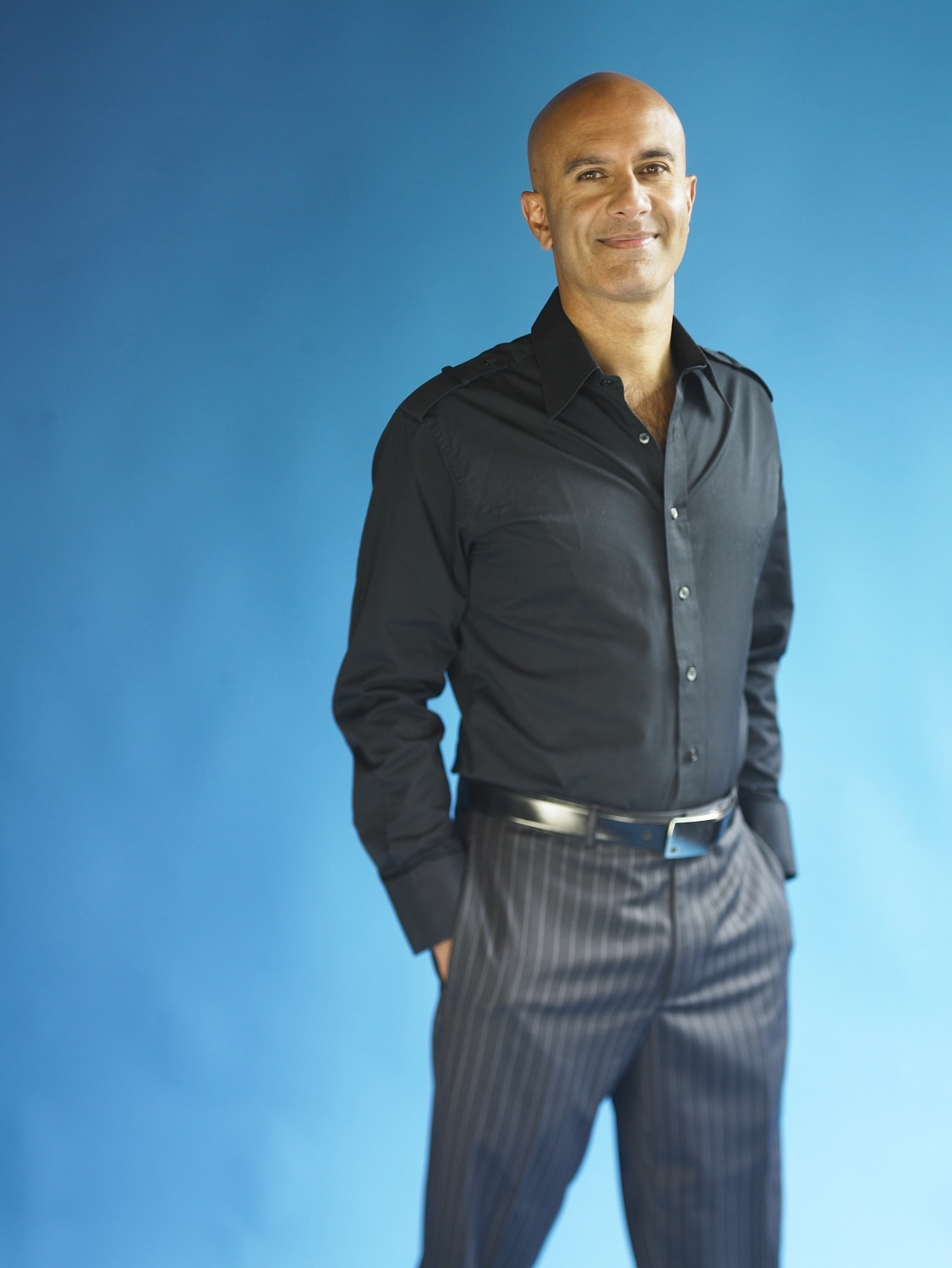
Robin Sharma

Robin S. Sharma (n.18 martie 1965, Port Hawkesbury, Nova Scotia) este un scriitor, îndrumător spiritual și conferențiar canadian în domeniul leadership-ului, al motivației, al dezvoltării personale și al satisfacției în viață. S-a făcut renumit prin cartea sa Călugărul care și-a vândut Ferrari-ul și a mai scris după aceea încă 14 best-seller-uri. În 2012 a obținut și cetățenia Republicii Mauritius, țară în care își petrece adesea vacanțele.
Robin Sharma s-a născut în Canada într-o familie de origine indiană. Tatăl său s-a născut în India, în Jammu și Kashmir, iar mama sa a crescut la Nairobi, în Kenya. El a studiat dreptul la Universitatea Dalhousie din Halifax, Nova Scotia.  A lucrat ca avocat, a obținut și titlul de master în drept, dar în cele din urmă a renunțat la această ocupație și la stilul de viață legat de aceasta pentru a se consacra scrisului și carierei de îndrumător și conferențiar în domeniile auto-ajutorului în situații stresante, al conștiinței de sine, capacității de administrare și conducere.
Sharma a înființat firma  „Sharma Leadership International Inc”, pe care o conduce, și care a asigurat servicii de consiliere și instruire unor firme și instituții ca General Electric, Nike, Fedex, NASA, Unilever, Microsoft, BP, IBM, Școlii de comerț a Universității Harvard și Universității Yale.
Sharma este tatăl a doi copii.

## Cărți
- Megaliving!: 30 Days to a Perfect Life (1995)
- The Monk Who Sold His Ferrari (1997)
- Who Will Cry When You Die: Life Lessons from the Monk Who Sold His Ferrari (1999)
- Leadership Wisdom from the Monk Who Sold His Ferrari (2000)
- Family Wisdom from the Monk Who Sold His Ferrari (2001)
- The Saint, the Surfer, and the CEO: A Remarkable Story About Living Your Heart's Desires (2003)
- Discover Your Destiny with the Monk Who Sold His Ferrari (2004)
- The Greatness Guide: 101 Lessons for Making What's Good at Work and in Life Even Better (2008)
- The Greatness Guide Book 2: 101 More Insights to Get You to World Class (2008)
- The Leader Who Had No Title (2010)
- The Secret Letters of the Monk Who Sold His Ferrari (2011)